# Serena Tateo
Serena Tateo (Roma, 30 maggio 1991) è una sceneggiatrice e attrice italiana.

## Biografia
Inizia la sua carriera nel 2011 come autrice e attrice con il gruppo comico The Pills.
Dal 2015 diventa autrice per The Jackal e compare in numerosi sketch.
Mentre recita pezzi di stand-up comedy per il programma Natural Born Comedian su Comedy Central (Italia), nel 2016 insieme a Tommaso Triolo vince il premio Solinas - la bottega delle web series - con la serie "La Tata dei Sogni". 
Crea, scrive e recita nella prima sketch comedy al femminile italiana "Sbratz". La serie viene notata da Serena Dandini che decide di inserirla nei suoi programmi in prima serata su Rai 3: La TV delle ragazze - Gli Stati Generali 1988-2018 e Gli Stati Generali di cui Serena Tateo diventa anche autrice.
Nel 2020 scrive e pubblica insieme a Daniela Delle Foglie, Laura Grimaldi e Michela Giraud il suo primo libro edito HarperCollins  "Tea - storia quasi vera della prima Messia".

## Televisione
- Natural Born Comedian - Comedy Central (Italia) (Sky, 2015)
- La TV delle ragazze - Gli Stati Generali 1988-2018 (Rai 3, 2018)
- Stati generali (Rai 3, 2020)

## Web
- The Pills (2011)
- The Jackal (2015)
- Sbratz (Rai 3, 2018)

## Romanzi
- HarperCollins  "Tea - storia quasi vera della prima Messia".

## Riconoscimenti
- 2016 – Premio Solinas – La Bottega delle web series per "La tata dei sogni"